# 영대병원역
영대병원(영남이공대학교)역(Yeungnam University Hospital station, 嶺大病院驛)은 대한민국 대구광역시 남구 대명5동에 있는 대구 도시철도 1호선의 전철역이다. 인근에 영남대학교 의료원, 명덕시장과 한국불교대학 대관음사, 남구청 등이 있다.

## 특징
부역명은 영남이공대학교이다. 대구 도시철도 1호선의 교대역과 현충로역 사이에 있으며, 교대역에서 오른쪽으로 꺾어 대명로가 시작되는 지점에 역이 있다. 이 역에서 약 270m 정도 떨어진 곳에 영남대학교 의료원이 있어서 어렵지 않게 접근이 가능하다. 이 역의 대부분 이용객은 영남대학교 의료원을 이용할 목적으로 이용하며, 봉덕동으로 가는 수요도 있어서 이용객이 제법 많은 편이다. 이 역의 3번 출구에서 약 960m 정도 떨어진 곳에 남구청이 있다.

## 역명의 유래
인근에 영남대학교 의료원·의학전문대학원이 위치하고 있고, 영대병원네거리 근처에 위치하고 있어서 역명이 정해졌다. 공사 중 역명은 남대구역이었다. 대구 도시철도 2호선 영남대역과 함께 영남대학교 본 캠퍼스와 의대 캠퍼스가 모두 지하철로 연결된다. 출구는 3군데이다.

## 역사
- 1997년 11월 26일 : 대구 도시철도 1호선 개통과 함께 영업 개시
- 2016년 7월 22일 : 스크린도어 설치

## 역 구조
2면 2선의 상대식 승강장이 있는 지하 역이며, 승강장 벽면 색상은 연두색이다. 스크린도어가 설치되어 있다.

### 승강장
| 현충로 ↑ |
| \| 상    |
| ↓ 교대   |

| 상행 | ● 대구 도시철도 1호선 | 서부정류장 · 상인 · 설화명곡 방면  |
| 하행 | ● 대구 도시철도 1호선 | 반월당 · 중앙로 · 안심 · 하양 방면 |

- 승강장 번호는 없다.
- 대합실을 통해, 반대편 승강장으로 이동이 가능하다.

## 역 주변
| 나가는 곳 | 방면                                                                                             |
| --------- | ------------------------------------------------------------------------------------------------ |
| 1         | 새마을금고 대명새마을금고 본점 영남이공대학교 명덕시장 영남대학교병원 대명5동치안센터 남부경찰서 |
| 2         | 대명5동행정복지센터 보훈회관 봉천지구대 한국불교대학교 대관음사 대구연세안과                     |
| 3         | 대구고등학교 IM뱅크 대명동지점 하나은행 봉덕지점 외환은행 봉덕동지점 남구청                      |

## 승차량 변동
역 주변에 역세권이 많이 발달되어 있고 영남대학교 의료원 이용객으로 인해 승객이 많다. 대구 도시철도 1호선의 대명동 구간 중 서부정류장역에 이어 2번째로 승객이 많다. 이로 인해 2016년에 스크린도어가 우선 설치되었다.
| 노선  | 승차 인원 | 승차 인원 | 승차 인원 | 승차 인원 | 승차 인원 | 승차 인원 | 승차 인원 | 승차 인원 | 승차 인원 | 승차 인원 | 주석  |
| 노선  | 1997년    | 1998년    | 1999년    | 2000년    | 2001년    | 2002년    | 2003년    | 2004년    | 2005년    | 2006년    | 주석  |
| ----- | --------- | --------- | --------- | --------- | --------- | --------- | --------- | --------- | --------- | --------- | ----- |
| 1호선 | 3,085     | 4,121     | 4,556     | 미공개    | 4,583     | 4,906     | 2,919     | 4,566     | 4,774     | 6,609     | [ 1 ] |
| 노선  | 2007년    | 2008년    | 2009년    | 2010년    | 2011년    | 2012년    | 2013년    | 2014년    | 2015년    | 2016년    |       |
| 1호선 | 6,395     | 6,352     | 6,279     | 6,234     | 6,493     | 6,544     | 6,682     | 6,706     | 6,484     | 6,536     | [ 1 ] |
| 노선  | 2017년    | 2018년    | 2019년    | 2020년    | 2021년    | 2022년    |           |           |           |           |       |
| 1호선 | 6,318     | 6,317     | 6,618     | 4,128     |           |           |           |           |           |           |       |

## 인접한 역
| 대구 도시철도 1호선      | 대구 도시철도 1호선   | 대구 도시철도 1호선 |
| ------------------------ | --------------------- | ------------------- |
| 126 현충로 설화명곡 방면 | ● 대구 도시철도 1호선 | 128 교대 하양 방면  |